# Atletiek op de Paralympische Zomerspelen 2024 - 200 m vrouwen T36
De 200 meter voor vrouwen klasse T36 op de Paralympische Zomerspelen 2024 vond plaats op 30 augustus in het Stade de France. Deze klasse is voor atletes met cerebrale parese Deze atletes vertonen onwillekeurige bewegingen waarbij alle vier de ledematen aangedaan zijn. Ze lopen meestal zonder hulpmiddelen. De winnares van 2020 was Shi Yiting uit China. Zij wist in 2024 haar titel te prolongeren, De Nieuw-Zeelandse Danielle Aitchison behaalde het zilver en Mali Lovell uit Australië won de bronzen medaille.

## Records
Voorafgaand aan het toernooi waren dit de wereldrecords en Paralympische records.
| Wereldrecord        | Nieuw-Zeeland Danielle Aitchison | 27.47 | Kobe  | 23 mei 2024      |
| Paralympisch record | China Shi Yiting                 | 28.21 | Tokio | 29 augustus 2021 |

## Series
De eerste drie van beide series kwalificeerden zich direct voor de finale. Van de overgebleven atletes kwalificeerden bovendien de twee snelsten zich voor de finale.

### Serie 1
| Rang | Baan | Naam               | Naam | Tijd  | Bijz. |
| ---- | ---- | ------------------ | ---- | ----- | ----- |
| 1    | 4    | Shi Yiting         | CHN  | 28.87 | Q     |
| 2    | 7    | Mali Lovell        | AUS  | 30.08 | Q     |
| 3    | 6    | Veronica Hipolito  | BRA  | 30.80 | Q, SB |
| 4    | 8    | Nicole Nicoleitzik | GER  | 30.88 | q     |
| 5    | 5    | Cheyenne Bouthoorn | NED  | 31.43 |       |

### Serie 2
| Rang | Baan | Naam               | Naam | Tijd  | Bijz. |
| ---- | ---- | ------------------ | ---- | ----- | ----- |
| 1    | 4    | Danielle Aitchison | NZL  | 28.09 | Q, PR |
| 2    | 7    | Araceli Rotela     | ARG  | 30.08 | Q,    |
| 3    | 5    | Samira da Silva    | BRA  | 30.96 | Q     |
| 4    | 8    | Jeon Min-jae       | KOR  | 31.13 | q     |
| 5    | 6    | Kwok Fan Yam       | HKG  | 33.16 |       |

## Finale
| Rang   | Baan | Naam                  | Naam | Tijd  | Bijz. |
| ------ | ---- | --------------------- | ---- | ----- | ----- |
| Goud   | 6    | Shi Yiting            | CHN  | 27.50 | PR,   |
| Zilver | 7    | Danielle Aitchison    | NZL  | 27.64 |       |
| Brons  | 8    | Mali Lovell           | AUS  | 29.82 |       |
| 4      | 4    | Araceli Rotela        | ARG  | 29.89 |       |
| 5      | 3    | Jeon Min-jae          | KOR  | 30.76 | SB    |
| 6      | 9    | Samira da Silva Brito | BRA  | 31.01 |       |
| 7      | 5    | Veronica Hipolito     | BRA  | 31.03 |       |
| 8      | 2    | Nicole Nicoleitzik    | GER  | 31.72 |       |